# سارا ديفيدسون
سارا ديفيدسون (بالإنجليزية: Sara Davidson)‏ (1943 في الولايات المتحدة)؛ كاتِبة، سيناريست، صحفية وروائية أمريكية. درست في جامعة كاليفورنيا.

## روابط خارجية
- سارا ديفيدسون على موقع IMDb (الإنجليزية)
- سارا ديفيدسون على موقع قاعدة بيانات الفيلم (الإنجليزية)